# Viola pedunculata
La viola dorata della California (Viola pedunculata, Torr. & A. Gray) è una pianta spontanea della famiglia delle Violaceae comune della regione costiera della California e della Baja California.